# Fritjof Dudok van Heel
Fritjof Dudok van Heel (Semarang, 19 april 1918 – Leusderheide, 29 juli 1943) was een Nederlandse verzetsstrijder in de Tweede Wereldoorlog. Hij vervulde een belangrijke functie binnen de Ordedienst. In juli 1942 viel hij in handen van de Duitsers. Een jaar later werd hij geëxecuteerd. 

## Levensloop

### Vroege jaren
Dudok van Heel was een telg uit het geslacht Van Heel. Hij werd geboren in Nederlands-Indië. Zijn vader was administrateur van een suikerfabriek in de buurt van Kendal. In 1929 keerde het gezin terug naar Europa en vestigde zich in Bussum. Dudok van Heel volgde daar de HBS aan het Christelijk Lyceum. In oktober 1938 werd hij opgeroepen voor militaire dienst. Hij werd ondergebracht bij het 1e Regiment Huzaren in Amersfoort. Tijdens de meidagen van 1940 was zijn regiment betrokken bij gevechten rond de Grebbeberg bij Rhenen.

### Verzetswerk
Na de capitulatie vond Dudok van Heel werk als volontair bij de Suikerfabriek Holland in Halfweg. Hij raakte ook betrokken bij de verzetsgroep die ontstond rond jonkheer Johan Schimmelpenninck. Die groep ging uiteindelijk op in de Ordedienst (OD). Dudok van Heel was ook verbonden met de Ordedienst via zijn verloofde Bé der Kinderen. Haar stiefvader Peter Versteegh was chef-staf van de OD. In augustus en september 1941 had hij meerdere malen boodschappen namens Versteegh overgebracht.
Bij de Ordedienst was Dudok van Heel verbindingsofficier. Hij stond in contact met OD-afdelingen in Friesland, Limburg en Overijssel.  Na de arrestatie van een groot deel van de OD-top in de tweede helft van 1941 en begin 1942, waaronder Peter Versteegh, probeerde Dudok van Heel vanaf maart 1942 samen met Christiaan Navis de organisatie overeind te houden. Dudok van Heel verzorgde de contacten tussen de landelijke top en de verschillende afdelingen. 

### Arrestatie en executie
Rond juni 1942 kreeg Dudok van Heel via een ondergeschikte Cor van der Put bericht dat de OD-afdeling in Aerdenhout in contact stond met twee geheim agenten. In feite ging het om de SD-medewerkers, te weten Antonie Berends en Johnny de Droog. Dudok van Heel ontmoette de beide mannen meerdere keren. Op 14 juli 1942 was er een ontmoeting gepland tussen De Droog en twee leden van de Amsterdamse OD-top, namelijk Chris Bührmann en T. van der Ploeg. De twee Amsterdammers waren argwanend en kwamen uiteindelijk niet opdagen. Dezelfde avond werd nog wel een hele groep OD-ers opgepakt, waaronder Dudok van Heel en zijn medewerker Cor van der Put. 
Tijdens de verhoren sloeg Van der Put vrij snel door en gaf veel kostbare informatie prijs. Dudok van Heel zat drie maanden in eenzame opsluiting in het zogeheten Oranjehotel in Scheveningen. Van 7 november 1942 tot 18 januari 1943 was hij geïnterneerd in Kamp Amersfoort en vervolgens tot 12 maart 1943 in Kamp Vught. Op 15 maart 1943 begon het Tweede OD-proces in Utrecht, waarbij Dudok van Heel met 99 anderen werd aangeklaagd. Eenentwintig OD-ers werden ter dood veroordeeld, waarvan vier later gratie kregen. Op 29 juli 1943 werden zestien man, waaronder Dudok van Heel, gefusilleerd op de Leusderheide. Adriën Moonens executie volgde wegens ziekte pas een week later.
Dudok van Heel is begraven op de Oude begraafplaats van Naarden

## Persoonlijk
Dudok van Heel was niet het enige lid van de familie die actief was in het verzet. Bij zijn ouders thuis verbleven onderduikers. Zijn zus Mum was koerierster bij de Geheime Dienst Nederland.